# Ahlam Ali Al Shamsi

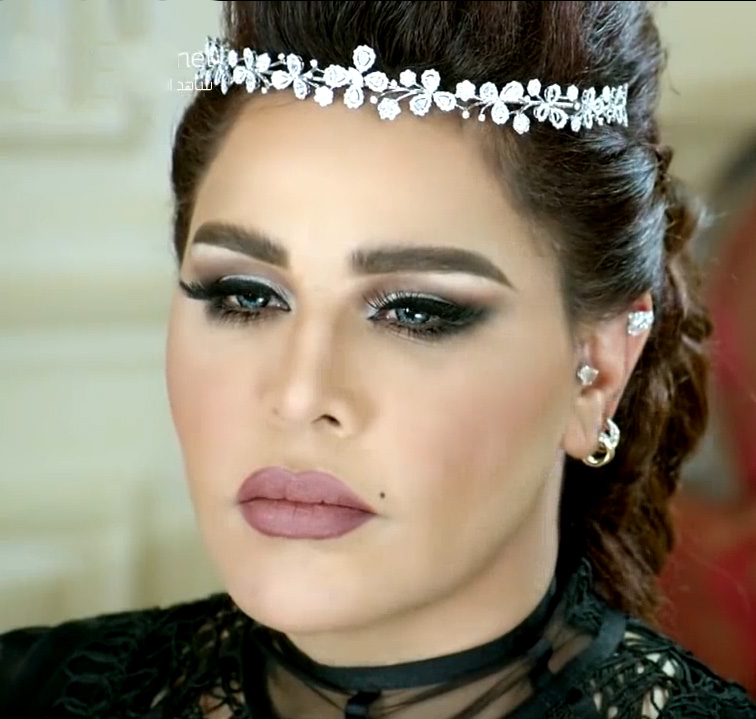
Ahlam (2018)

Ahlam Ali Al Shamsi (arabisch أحلام, DMG Aḥlām; geboren am 13. Februar 1969 in Abu Dhabi) ist eine Sängerin aus den Vereinigten Arabischen Emiraten. Ihre Karriere begann 1994. Sie zählt zu den bekanntesten Sängerinnen aus den arabischen Ländern des Persischen Golfs und den anderen arabischen Staaten.

## Leben
Ahlam wuchs zunächst in Bahrain auf, bevor sie in ihr Geburtsland, die Vereinigten Arabischen Emirate, zurückkehrte. Dort absolvierte sie ihre Highschool- und Universitätsausbildung. Bereits als Kind entwickelte sich ihr musikalisches Interesse und sie trat bei Schulaufführungen und lokalen Veranstaltungen auf. Über den kuwaitischen Komponisten Anwar Abdullah kam sie in Kontakt zur Musikbranche und konnte 1995 einen Vertrag bei dem Label Funoon Al Emarat unterschreiben, wo ihre ersten Alben erschienen. 2006 wechselte sie zu dem renommierteren Label Rotana Records. Insgesamt veröffentlichte sie zehn Alben, mit denen sie vor allem im Mittleren Osten und Nordafrika Bekanntheit erlangte. In dieser Region wird sie zusammen mit Hussein Al Jassim zu den wichtigsten Vertretern des „Khaleeji Pop“ gezählt. Am 22. August 2015 sang sie im Olympia (Paris).
Neben ihrer Tätigkeit als Sängerin ist Ahlam auch Mitglied der Jury der Talent-Show Arab Idol auf MBC.
Seit 2003 ist sie mit Mubarak Al Hajiri verheiratet.

## Diskografie
Alben
- 1995: A'hbuk Moot (arabisch أحبك موت), Funoon Al Emarat
- 1996: Ma'aa Al Salamah (arabisch مع السلامه), Funoon Al Emarat
- 1997: Kaif Artha (arabisch كيف أرضي), Funoon Al Emarat
- 1998: Ma yeseh Ela El Saheeh (arabisch مايصح الإ الصحيح), Funoon Al Emarat
- 1999: Tabee'ee (arabisch طبيعي), Funoon Al Emarat
- 2000: Mekhtlef (arabisch مختلف), Funoon Al Emarat
- 2001: Le Elmak Bas (arabisch لعلمك بس), Funnon Al Emarat
- 2003: Ahsan (arabisch أحسن), Alam El Phan
- 2006: El Thokol Sana'a (arabisch التقل صنعه), Rotana Records
- 2009: Hatha Ana (arabisch هذا أنا), Rotana Records
- 2013: Maw3edak, Rotana Records
- 2015: Abtahadak, Platinum Records

## Labels
- Funoon Al Emarat (1995–2001)
- Alam El Phan (2003–2006)
- Rotana Records (2006–2015)
- Platinum Records (2015)